# マハラジャ・クリシュナ・ラスゴトラ
マハラジャ・クリシュナ・ラスゴトラ（英語: Maharaja Krishna Rasgotra）は、インドの外交官で外務次官や国家安全保障諮問委員会議長を務めた。

## 人物略歴

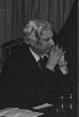
マハラジャ・クリシュナ・ラスゴトラ（1973）

英連邦のインド代表や、モロッコ、チュニジア、オランダ、ネパール、フランス各国の大使を務め、UNESCO大使、外務次官を歴任した。
アメリカ合衆国とインドは、1991年以降のインド経済自由化にともなって次第に軍事的提携が活発化し、当時米軍太平洋陸軍司令官であったクロード・C・キックライター中将（Claude C. Kicklighter）は米印軍事協力を提案、さらにこの協力関係は、国民民主同盟を与党とするインド中道右派連立政権のもとで1990年代中葉から拡大した。2005年、統一進歩同盟政権下でアメリカのドナルド・ラムズフェルド国防長官とインドのプラナブ・ムカジー国防大臣は「米印防衛新フレームワーク」に署名している。これに対し、M.K.ラスゴトラはアジアの安全保障協定の形成のためにむしろアメリカ合衆国の努力は不足していると主張し、時代は「アジアの世紀」なのではなく「アジアのアメリカ世紀」であるとの見方を表明し、四カ国戦略対話（日米豪印戦略対話）をアメリカ・インド・オーストラリア・日本に委ねられた新たな「グレートゲーム」であるとしてアメリカの関与に否定的なブラフマ・チェラニー（インドの政治評論家）の見解を批判した。
2007年（平成19年）3月にひらかれた日印シンポジウム「アジア地域統合の時代における日印関係」にも参加した。そのなかでM.K.ラスゴトラは、今後アジアにおいては、日本、インド、アメリカ、中国、ロシアの五大国の相互関係を軸とする新たな地域秩序が形成されるだろうとの見解を表明し、そこでは五大国の対立を助長するのではなく、むしろ諸国間で均衡状態を生み出すことが大切であり、そのためには、政治的に困難な問題を抱えていない日本とインドの両国がパートナーとして行動していくことが重要だと主張した。ここでもラスゴトラは、アメリカ合衆国の役割はアジアの将来にとってきわめて重要であることを強調し、同国との協力関係を訴えた。